# Pål Kibsgaard-Petersen
Pål Kibsgaard-Petersen , född 1967 i Ålesund, är en norsk företagsledare som är vd för den amerikanska globala serviceföretaget inom petroleumindustrin, Schlumberger Limited.
Han avlade en master of science i ingenjörsvetenskap med inriktning på petroleum vid dåvarande Norges tekniske høgskole i Trondheim.
Kibsgaard började därefter arbeta för Exxon Corporation 1992 och började på Schlumberger Limited som "reservoir engineeer" i Saudiarabien 1997. Han har därefter arbetat inom detta företag och bland annat haft högre poster som president för Drilling and Measurements (2003-2006), vice president för personal (2006-2007), vice President för Engineering, Manufacturing and Sustaining (2007-2009), president för the Reservoir Characterization Group (2009-2010) och som Chief Operating Officer (2010-2011). Den 21 juli 2011 meddelade Schlumberger att den dåvarande styrelseordföranden och vd:n Andrew Gould skulle lämna sin operativa tjänst som vd och man hade utsett Kibsgaard som ersättare. Han tillträdde vd-posten officiellt den 1 augusti.
Han sitter även i den internationella kommittén för det ryska innovationsprojektet Skolkovo sedan 15 september 2012.